# بارانکاس بلانکاس
بارانکاس بلانکاس (به اسپانیایی: Barrancas Blancas) یک کوه در شیلی است که در منطقه آتاکاما واقع شده‌است. بارانکاس بلانکاس ۶٬۱۱۹ متر بالاتر از سطح دریا واقع شده‌است.